# Атабаєв Кайгисиз Сердарович
Кайгисиз Сердарович Атабаєв (жовтень 1887, аул Мяне Тедженського повіту Закаспійської області, тепер Туркменістан — розстріляний 10 лютого 1938, місто Москва, тепер Російська Федерація) — радянський діяч, голова Ради народних комісарів Туркестанської АРСР і Туркменської РСР, член ВЦВК та ЦВК СРСР. Член Бюро ЦК КП(б) Туркменії (1924—1937). Член Туркестанського бюро з жовтня 1921 до травня 1922 року. Член Середньоазіатського бюро ЦК ВКП(б) з травня до серпня 1922 року.

## Біографія
Батько, Тач-Геок, — вождь аула Сердар, заможний мельник, мати — дочка афганського візира. У шестирічному віці Кайгисиз став сиротою.
Закінчив 2-класну російсько-тубільну школу в місті Теджен, з 1899 до 1903 року був учнем 2-класного Тедженського російсько-тубільного міського училища. У 1903—1908 роках навчався в Ташкентській учительській семінарії. У 1908 році взяв прізвище Атабаєв — на честь семінарського друга М. Атабаєва.
З 1908 до 1911 року працював вчителем Тохтамишського російсько-тубільного училища Мервського повіту Закаспійської області, завідував школою при Бахарденському однокласному російсько-тубільному училищі. З 1911 до 1912 року — викладач Бахарденського російсько-тубільного училища. 
З 1912 до 1917 року був перекладачем начальника Тедженського повіту, служив у конторі Мервського банку, працював помічник бухгалтера філії Обліково-кредитного банку Персії.
У 1917 році — член Мервського національного виконавчого комітету, голова Мервського повітового продовольчого комітету Закаспійської області.
Член Партії лівих соціалістів-революціонерів з грудня 1917 до 1918 року.
З квітня 1918 року — член Мервської ради Закаспійської області.
Член РКП(б) з лютого 1919 року.
Весною 1919 року — співробітник апарату Революційної військової ради Закаспійського фронту. До червня 1919 року служив у Червоній армії.
З червня 1919 року — заступник голови виконавчого комітету Мервської повітової ради Закаспійської області.
У листопаді 1919 — липні 1920 року — заступник голови Закаспійського революційного комітету.
До серпня 1920 року — заступник народного комісара землеробства Туркестанської АСФР.
З серпня 1920 року — народний комісар землеробства Туркестанської АСФР.
У вересні 1920 — жовтні 1922 року — голова Ради народних комісарів Туркестанської АРСР.
Одночасно з жовтня 1920 року — голова Революційної військової ради Ферганської армійської групи військ РСЧА.
У жовтні 1922 року викликаний зі звітом до Москви, після слабкої доповіді в Оргбюро ЦК ВКП(б) отримав сувору догану та звільнений з посади за «безтурботне ліберальне ставлення до ватажка басмацьких банд Бахрам-Курбаші». За рекомендацією Володимира Леніна у листопаді 1922 року призначений членом колегії Народного комісаріату у справах національностей РРФСР, де працював до 12 червня 1923 року.
24 червня 1923 — 1924 року — 1-й заступник голови Ради народних назірів Бухарської РСР. Одночасно був членом Виконавчого бюро ЦК КП(б) Бухари.
30 жовтня 1924 — 14 лютого 1925 року — член Організаційного бюро КП(б) Туркменістану. Одночасно 5 листопада 1924 — 15 лютого 1925 року — член Революційного комітету Туркменської РСР.
25 лютого 1925 — липень 1937 року — голова Ради народних комісарів Туркменської РСР.
Одночасно з 1925 до 1926 року — член Революційної військової ради Туркестанського фронту РСЧА.
Делегат XIII, XV та XVII з'їздів ВКП(б).
9 липня 1937 року заарештований органами НКВС СРСР. За звинуваченням «в участі в контрреволюційній націоналістичній терористичній організації» засуджений 8 лютого 1938 року до страти. Розстріляний 10 лютого 1938 року в Москві. Посмертно реабілітований 22 грудня 1956 року.

## Нагороди
- орден Леніна (20.12.1935)

## Родина
Перша дружина — Тетяна, від неї дочки Зоя (1918 р.н.) і Нора (1920-ті);
Друга дружина — Євгенія Яківна Брянцева, від неї двоє дітей: син Кемін (1930 р.н.), заслужений геолог СРСР, та дочка Лейлі (1932 р.н.).

## Пам'ять
Атабаєв — герой кількох літературно-мистецьких творів. У 1984 році за романом Берди Кербабаєва «Чудом народжений» було знято художній фільм «Кайгисиз Атабаєв». У 1967 році Атабаєву встановлено пам'ятник у центрі Ашхабада (реконструйовано у 1970). Знесений 1994 року.